# Pryozerne (obwód odeski)
Pryozerne (ukr. Приозерне) – wieś na Ukrainie, w obwodzie odeskim, w rejonie izmailskim, w hromadzie Suworowe. Miejscowość etnicznie mołdawska.
W 2001 liczyła 1778 mieszkańców, spośród których 37 wskazało jako ojczysty język ukraiński, 40 rosyjski, 1661 mołdawski, 2 rumuński, 14 bułgarski, 17 gagauski, a 7 inny.